# Milizia portuaria
La Milizia portuaria (dal 1940: Milizia nazionale portuaria) costituita nel 1924 e riordinata nel 1927 fu una specialità della Milizia Volontaria per la Sicurezza Nazionale.

## Storia ed organizzazione
Svolgeva la propria attività in alcuni porti principali e in quei tratti di litorale dell'Italia dove ne era dimostrata la necessità, per concorre ai servizi di polizia e di sicurezza.
Le singole unità per il loro impiego dipendevano dal Ministero delle comunicazioni o dalle competenti autorità militari o di pubblica sicurezza.
Si componeva da un Comando, quattro Legioni e tre distaccamenti autonomi in Africa Orientale Italiana. Il comando era devoluto al comandante del gruppo legioni ferrovieri coadiuvato dall'ufficiale generale e dal Capo di Stato Maggiore del gruppo stesso.
L'organico iniziale comprendeva due consoli, quattro seniori, dieci centurioni, diciotto capimanipolo, cinque aiutanti, quindici capisquadra e cinquecentosettantaquattro militi e allievi militi, un contabile. Gli Ufficiali erano ufficiali di polizia giudiziaria, i graduati e i militi agenti di polizia giudiziaria.
Il servizio nella Milizia Portuaria equivaleva ad ogni effetto come servizio militare di leva, però per coloro che interrompevano la ferma per motivi disciplinari ritornavano nell'obbligo di assolvere la loro ferma di leva, qualunque fosse stata la durata del servizio già prestato.
Comandante generale fu il console Francesco Amilcare Dupanloup.

## Uniforme
Il personale della Milizia portuaria vestiva l'uniforme grigioverde della MVSN, con pantaloni lunghi per il servizio di banchina. Si distingueva per le filettature cremisi delle fiamme nere, dei fregi e delle controspalline. Come per tutta la MVSN, i fascetti littori sostituivano sulle fiamme le stellette delle Regie forze armate.
Il fregio, portato sul fez nero e sul berretto rigido, era costituito da un fascio littorio terminante inferiormente con un'ancora, racchiuso tra due rami d'ulivo sormontati dalla corona d'Italia. Nel tondino posto sotto il fascio era riportato il numerale romano del reparto, il medico aveva identico fregio ma il tondino era bianco con la croce rossa.

## Ordinamento
- Comando Gruppi Legioni Portuarie (Roma)
  - 1ª Legione portuaria "La Fedele" (Genova): 
    - con distaccamenti a Savona, Ventimiglia, Vado Ligure, Albissola, e Livorno.

  - 2ª Legione portuaria (Napoli):
    - con distaccamenti a Civitavecchia, Cagliari e Palermo.

  - 3ª Legione portuaria (Trieste):
    - con distaccamenti a Fiume, Venezia e Pola.

  - 4ª Legione portuaria (Bari) 
    - con distaccamenti ad Ancona, Brindisi, Taranto, Zara, Durazzo, Valona e Gallipoli.

  - Distaccamento autonomo di Massaua
  - Distaccamento autonomo di Assab
  - Distaccamento autonomo di Mogadiscio[5].
- Scuola allievi militi (Sabaudia, trasferita a Padova nel 1943).
- Scuola di Milizia Portuaria (Genova)

## Galleria d'immagini

Cartolina Milizia Portuaria disegnata da Vittorio Pisani nei primi anni '20
Sabaudia - Scuola Milizia Portuale (Caserma Piave), odierna sede del centro sportivo della Marina Militare
La scuola allievi militi di Sabaudia, dopo l'8 settembre 43 spostata a Padova
Sabaudia - Caserma Piave, oggi sede di MARIREMO ovvero il Centro sportivo remiero della Marina Militare
Cartolina disegnata da Daniele Fontana (seconda metà anni trenta-prima metà anni quaranta)

## Fonti normative
- Regio decreto-legge 20 gennaio 1924, n. 214 (istituzione), su augusto.digitpa.gov.it.
- Regio decreto-legge 14 giugno 1925, n. 1303, su augusto.digitpa.gov.it.
- Regio decreto-legge 21 ottobre 1927, n. 2073, su augusto.digitpa.gov.it.
- Legge 8 luglio 1929, n. 1373, su augusto.digitpa.gov.it.
- Regio decreto-legge 28 luglio 1930, n. 1210, su augusto.digitpa.gov.it.
- Regio decreto 1º dicembre 1934, n. 2132 (regolamento), su augusto.digitpa.gov.it.
- Regio decreto 16 settembre 1937, n. 1904 (modificazioni al regolamento), su augusto.digitpa.gov.it.
- Regio decreto 19 giugno 1940, n. 991 (modificazioni al regolamento), su augusto.digitpa.gov.it.
- Regio decreto-legge 6 dicembre 1943, n. 16/B (scioglimento)